# Girls on Film
«Girls on Film» —en español: «Chicas en vídeo»— es el tercer sencillo, y primera canción en su álbum debut de la banda británica de new wave Duran Duran. Fue compuesta por los miembros de la banda, y producida por Colin Thurston para su álbum debut de estudio Duran Duran (1981). La canción fue lanzada en febrero de 1981.
Alcanzò el número 1 en Portugal y llegó a las listas de los más exitosos en varios países como Noruega, Nueve Zelanda. En Reino Unido alcanzó el número 5 de la UK Singles Chart en agosto de 1981.

## La Canción
"Girls on Film" fue escrito originalmente por Andy Wickett, uno de los cantantes anteriores de Duran Duran antes de Simon Le Bon. La demo original de la canción tiene un sonido muy peculiar que difiere un poco de la última versión registrada en álbum de 1981. Sin embargo, la versión del coro de Wickett se mantuvo, con muy pocos cambio realizados a esa parte de la canción. Cuando Wickett dejó la banda, Duran Duran le compró la canción por 600 libras y le hizo firmar una renuncia a los derechos de autor.
La canción comienza con una grabación del zumbido rápido de un motor en una cámara. Tanto el director Paul Berrow y fotógrafo Andy Earl afirman haber facilitado a la cámara durante la grabación. De hecho, fue grabado en los Air Studios con una Cámara Nikon, que a Berrow le habían prestado para el día del padre.
Con los años, "Girls on Film" se ha convertido en un elemento básico de los "Encores" para actuaciones en directo de Duran Duran y es a menudo la última canción del concierto, durante lacual el cantante Simon Le Bon presenta el resto de la banda.
La canción, junto con "Rio", se omitió originalmente del disco en directo Arena de 1984 para hacer espacio para el material más nuevo del álbum y menos familiar a partir de 1983 de Seven and the Ragged Tiger. Ambos temas fueron incluidos como material extra en la reedición en CD de Arena en 2004.

## Formatos y canciones
– Sencillo 7" EMI / EMI 5295
1. «Girls on Film» – 3:27
2. «Faster than Light» – 4:26

 – Sencillo 12"  EMI / 12 EMI5295 
1. «Girls on Film» (Night Version)  – 5:27
2. «Girls on Film» – 3:27
3. «Faster than Light» – 4:26

 – Sencillo 12" EMI / 12 EMI 5295 
1. «Girls on Film» (Night Version) – 5:45
2. «Girls on Film» (Instrumental) – 5:41
3. «Faster than Light»  – 4:26

- CD: Part of "Singles Box Set 1981-1985" boxset

1. «Girls on Film»  – 3:27
2. «Faster than Light» – 4:26
3. «Girls on Film» (Night Version) – 5:27

- CD: The Remixes

1. «Girls on Film» (Tin Tin Out Mix) - 6:55
2. «Girls on Film» (Salt Tank Mix) - 6:29
3. «Girls on Film» (16 Millimetre Mix) - 7:28
4. «Girls on Film» (Tall Paul Mix 1) - 8:28
5. «Girls on Film» (Night Version) - 5:31
6. «Girls on Film» (8 Millimetre Mix) - 5:47
7. «Girls on Film» (Tin Tin Out Mix) - 6:55

 – The Remixes 12"
1. «Girls on Film» (Salt Tank Mix) - 6:29
2. «Girls on Film» (Tall Paul Mix 1) - 8:28
3. «Girls on Film» (8 Millimetre Mix) - 5:47

## Posicionamiento en listas

### Listas semanales
| Lista (1981–1982)                                | Máxima posición |
| ------------------------------------------------ | --------------- |
| Australia (Kent Music Report)                    | 11              |
| Bélgica (Flandes) (Ultratop 50)                  | 30              |
| Irlanda (IRMA)                                   | 16              |
| Nueva Zelanda (Recorded Music NZ)                | 4               |
| Noruega (VG-lista)                               | 4               |
| Países Bajos (Dutch Top 40 Tipparade)            | 17              |
| Portugal (AFP)                                   | 1               |
| Reino Unido (Official Charts Company)            | 5               |
| Suecia (Sverigetopplistan)                       | 15              |
| Chart (1999)                                     | Máxima posición |
| Estados Unidos (Billboard Dance/Club Play Songs) | 24              |

## Otras apariciones
EP
- Nite Romantics (1981, Japón)
- Night Versions  (1982, Australia)
- Carnival (1982)
- DMM Mega-Mixes (1983, Alemania)

Álbumes:
- Duran Duran (1981)
- Decade (1989)
- Night Versions: The Essential Duran Duran (1998)
- Greatest (1998)
- Strange Behaviour (1999)
- Singles Box Set 1981-1985 (2003)

Sencillos:
- "Ordinary World" (1993)
- "Electric Barbarella" (1998)

## Otras versiones
- Hay versiones de "Girls on Film" que se han registrado por: Björn Again, Wesley Willis Fiasco, The Living End, Girls Aloud, Jive Bunny & The Mastermixers, Billy Preston,[13] (que pasó a Kevin Max, la Ley, Midnight Oil y Nathan Stack  a ser coordinador de la página MySpace oficial de Duran Duran).[14]
- Daan hizo un cover de la canción en vivo.[15]
- La banda de rock escocesa Kung Fu Academy grabó un cover en 2012, que fue lanzado exclusivamente en YouTube.[16]
- La canción fue utilizada como canción de apertura de la serie de anime Speed Grapher para su distribución dentro de Japón exclusivamente.
- Una versión en vivo de "Girls on Film" se utilizó como tema musical de la serie de televisión Sports Illustrated: Swimsuit Model Search.
- La canción aparece como contenido descargable para el videojuego musical Rock Band, y aparece con el video censurado en el SingStar Pop Vol. 2.
- Varias versiones de "Girls on Film" (uno de ellos por Mona Donnerman) fueron producidos exclusivamente para la empresa sueca por menor y de la confección H & M que se utilizará en una serie de comerciales de televisión en 2011[17] y 2012.